# Centris adani
Centris adani là một loài Hymenoptera trong họ Apidae. Loài này được Cockerell mô tả khoa học năm 1949.